# Курама (гора)
Гора Курама (яп. 鞍馬山 Курама-яма) — район к северу от Киото, имеющий большое культурно-историческое и культовое значение. Используется как зона отдыха и место проведения фестивалей огня.

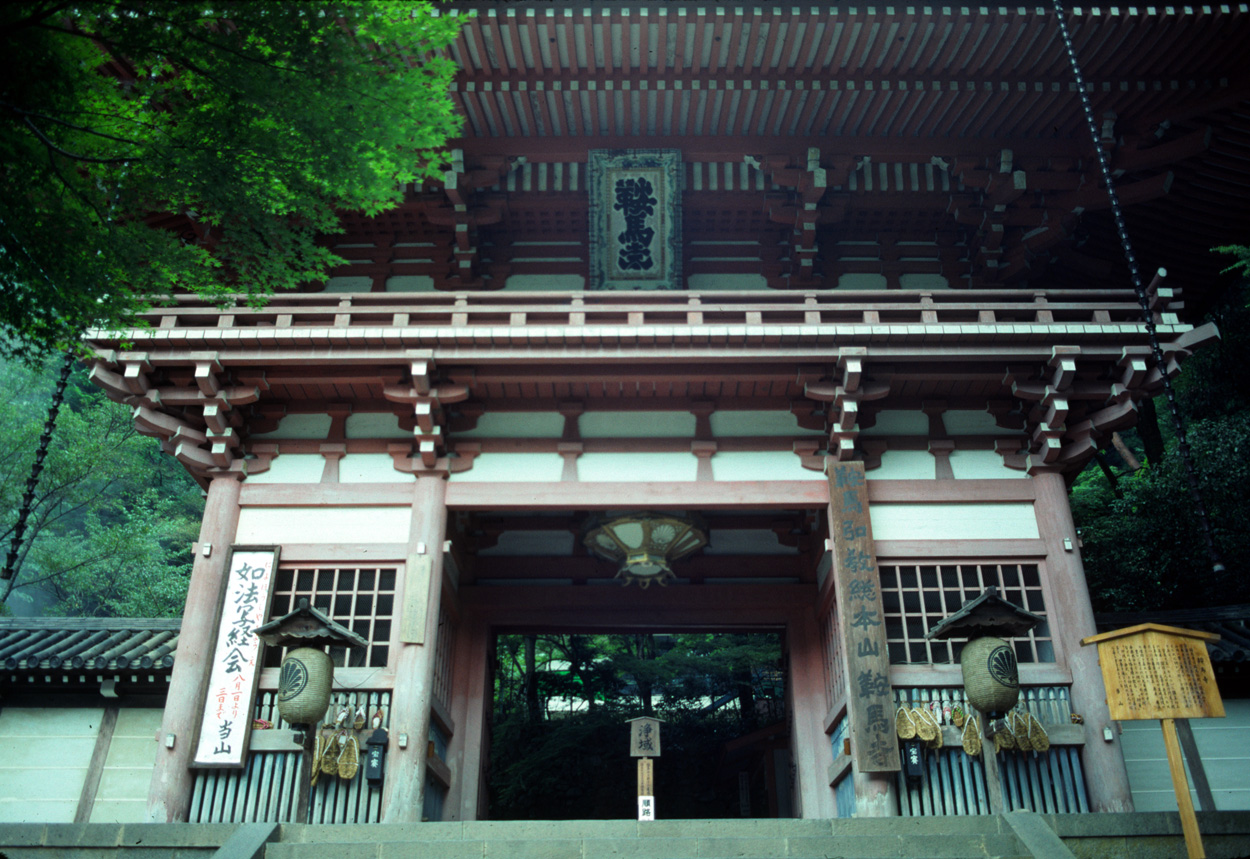
Горные Ворота храма Курама-дэра на горе Курама

Гора Курама покрыта вековыми кедрами, на горе имеется немало буддийских (школы Тэндай и Сингон) и синтоистских храмов. Гора считается священным местом — обителью Больших Тэнгу, горных духов, воспитавших лучших воинов Японии, например, Минамото Ёсицунэ.
Известно, что Морихэй Уэсиба, основатель Айкидо часто приводил сюда своих учеников для тренировок в долине Сёдзобо. На горе Курама находится множество святых источников.
Гора Курама очень почитается сторонниками и адептами рэйки, они считают, что общая энергетика местности очень сильна.
На горе Курама наиболее известен буддийский храм Курама-дэра тантрической школы Сингон. Храм возник в 770 году. На протяжении своей 1200-летней истории он горел восемь раз, так как японские часовни и храмы до сих пор строятся из дерева; однажды был затоплен. В 1974 году, наконец-то, был сооружен огромный водный резервуар для борьбы с возможными пожарами в будущем. Здания храмового комплекса Курамы являются частью «Национальной Сокровищницы», причем наиболее значимой в этом отношении является статуя Бисямонтэна, которая уцелела во время пожара, полностью уничтожившего храм в 1238 году. Люди знатного происхождения и обладающие властью всегда заботились о храмовом комплексе Курамы как о своем духовном прибежище. Многие японские императоры часто приезжали сюда молиться и наказывали служащим храма хранить священную гору и её леса в неприкосновенности. Сама гора является духовным символом храмового комплекса Курамы.